# Nederlandse Aardolie Maatschappij
De Nederlandse Aardolie Maatschappij (NAM) is een bedrijf dat zich bezighoudt met de winning (onttrekking) van aardgas en aardolie in Nederland en op het Nederlandse continentaal plat.
De NAM is voor de helft eigendom van het Britse Shell en voor de helft van het Amerikaanse bedrijf ExxonMobil. Het hoofdkantoor van de NAM bevindt zich in Assen, andere kantoren zijn onder andere in Midden-Groningen en Den Helder. De NAM heeft 800 medewerkers.

## Geschiedenis

### Aardolie

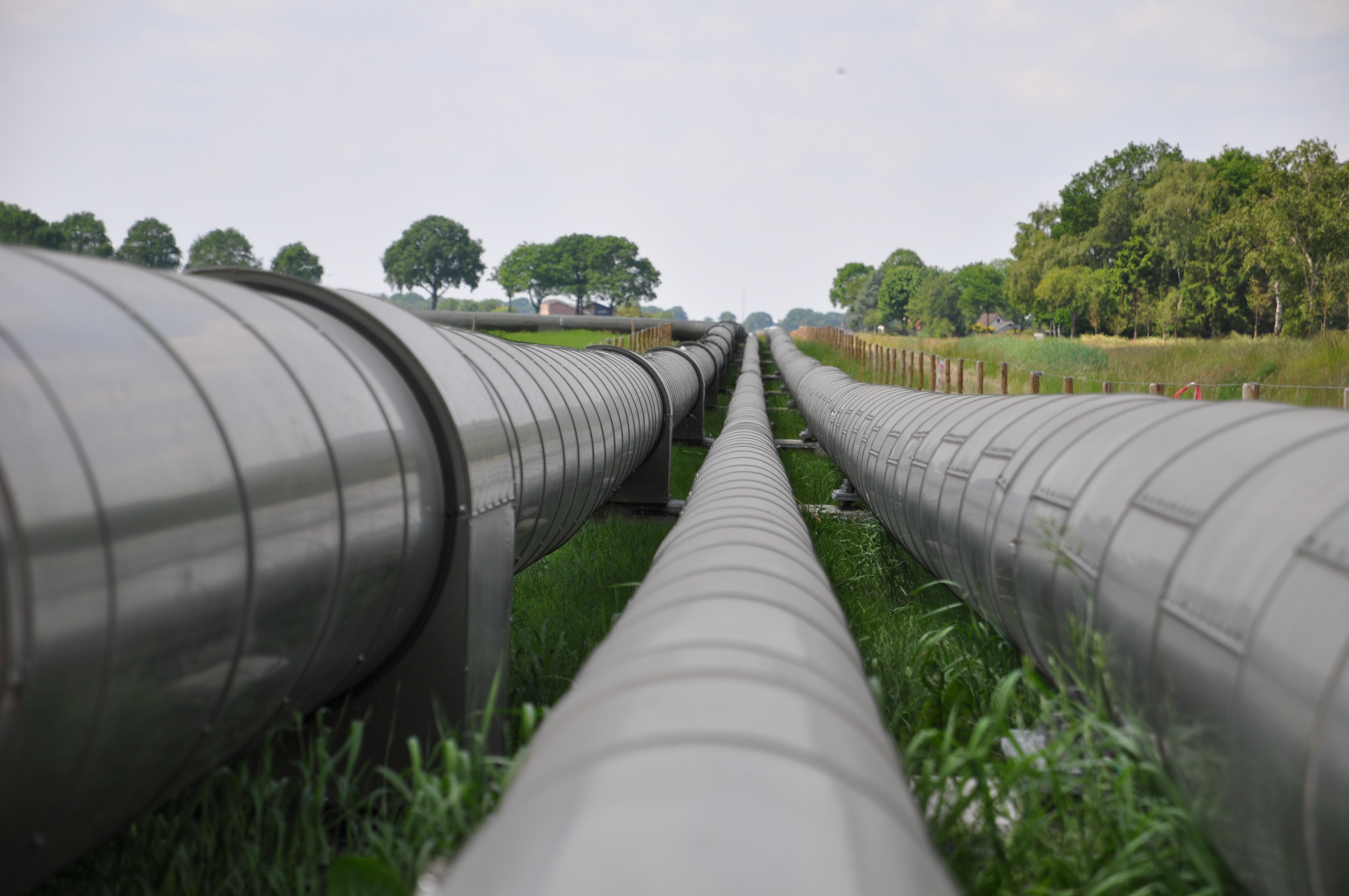
Oliewinning in Schoonebeek

De NAM werd opgericht op 19 september 1947 door de Bataafse Petroleum Maatschappij, als onderdeel van Shell en de Standard Oil Company of New Yersey (Esso). Deze oprichting was het rechtstreekse gevolg van de ontdekking in 1943 van een olieveld bij Schoonebeek. Een van de redenen voor de samenwerking was de mogelijkheid om via de Amerikaanse partner de noodzakelijke installaties en boormaterialen aan te schaffen die zeer schaars waren kort na de Tweede Wereldoorlog.
De NAM moest zich gaan bezighouden met de opsporing en winning van aardolie. Tussen 1947 en 1996 haalde de NAM met behulp van zogeheten jaknikkers al ongeveer 250 miljoen vaten olie op het olieveld Schoonebeek naar boven. Dat is een kwart van de geschatte één miljard vaten die het veld oorspronkelijk bevatte. 
 In 1953 werd in een boring in Rijswijk de eerste winbare hoeveelheid aardolie in West-Nederland aangeboord, dit leidde tot de ontwikkeling van het Rijswijkveld, dat in 1954 in productie kwam en tot 1994 olie geproduceerd heeft. De "Rijswijkconcessie" van de NAM omvat nu het grootste deel van de provincie Zuid-Holland en een deel van de ervoor liggende bodem van de Noordzee. Andere olieontdekkingen in de Rijswijkconcessie volgden onder andere in Wassenaar, Zoetermeer en De Lier. Alleen in Rotterdam-Schiebroek werd nog in West-Nederland op land olie gewonnen. Op 30 augustus 2013 werden daar de laatste negen jaknikkers van Nederland uitgeschakeld.
De NAM is in 2004 gestart met de herontwikkeling van een deel van het olieveld Schoonebeek. De winning uit dit veld werd in 1996 stopgezet, omdat de olieproductie met de toenmalige kennis en infrastructuur niet winstgevend was. In de bijna 50 jaar productie, is maar ongeveer een kwart (250 miljoen vaten) van de oorspronkelijk aanwezige hoeveelheid olie gewonnen. De NAM injecteert stoom in het veld, waardoor de stroperige olie vloeibaarder wordt. Er worden circa 70 nieuwe putten geboord, waarvan ongeveer een derde voor de injectie van het stoom en de rest voor het oppompen van de olie. De gewonnen ruwe olie zal niet via het spoor naar Rotterdamse raffinaderijen worden vervoerd, maar worden verwerkt in een raffinaderij in Lingen te Duitsland. Het water dat bij de olieproductie vrijkomt wordt geïnjecteerd in de lege gasvelden in Twente. Maximaal kan 12.500 m³ water per dag op een diepte van 2000 meter worden geïnjecteerd. De NAM verwacht de komende 25 jaar nog eens 100 à 120 miljoen vaten in totaal uit het veld te halen. De productie is in januari 2011 herstart. Energie Beheer Nederland (EBN) participeert voor 40% in dit project.
In 2021 is de oliewinning in Schoonebeek stilgelegd omdat het productiewater te veel chemische stoffen bevatte. NAM heeft actie genomen, het productiewater is schoner geworden en wordt geïnjecteerd in een gasveld dicht bij Schoonebeek zelf. In juni 2024 heeft staatssecretaris Vijlbrief ingestemd met de hervatting van de productie.

### Aardgas

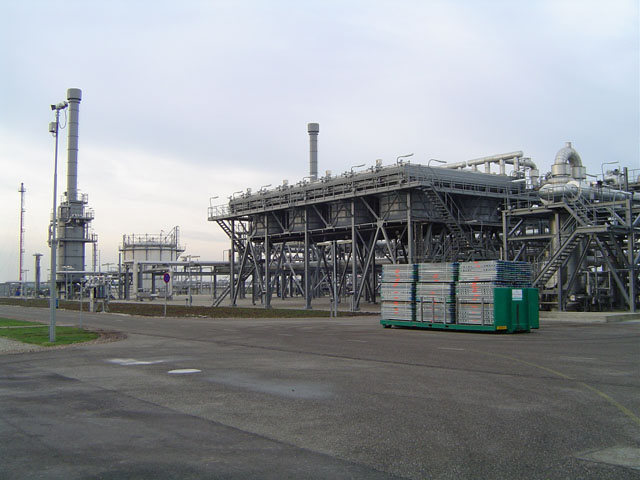
Ondergrondse gasopslag van de NAM bij Norg/Langelo

In 1948 boorde de NAM in Coevorden voor het eerst aardgas aan. Deze ontdekking werd gevolgd door een aantal andere kleine velden waaronder bij De Wijk. In 1959 vond de maatschappij ook bij Slochteren aardgas. In 1960 werd ook in Delfzijl gas aangeboord in dezelfde zandsteenlaag, met dezelfde druk en samenstelling als het aardgas in Slochteren. Hierdoor groeide het besef dat er maar één groot gasveld onder een groot deel van de provincie Groningen lag; het beroemde Groningen-gasveld was ontdekt. In 1962 bepaalde de overheid dat de exploitatie van dit veld in handen zou komen van een maatschap, waarin de NAM een belang van 50% zou krijgen. Deze vondst stimuleerde het zoeken naar aardgas in de Noordzee en in 1961 was de NAM het eerste bedrijf in West-Europa dat op de Noordzee naar gas boort.
Op 30 december 2008 verkocht de NAM exploratie-, productie- en transportactiviteiten voor olie en gas die langs de NOGAT-pijpleiding in de Nederlandse sector van de Noordzee liggen. De nieuwe eigenaar, GDF SUEZ, kreeg hiermee de NAM-belangen in de licenties F3b, L4c, L5a, L12a, L12b/L15b en L15c in handen. Verder neemt het Franse energiebedrijf ook de belangen over in het NOGAT-transportsysteem en het Nederlandse deel in de A6-F3-pijpleiding. Deze olie- en gasvelden produceren jaarlijks omgerekend 3,3 miljoen vaten olie. Met de transactie was een bedrag van €1075 miljoen gemoeid.
In januari 2012 maakte de NAM een nieuw gasveld bekend. Naar schatting zit er ruim 4 miljard m³ in het reservoir en het is hiermee de grootste gasvondst op land voor de NAM sinds 1995. Het gas zit ongeveer 3900 meter diep en medio 2012 is de productie gestart.
Boven het Groningenveld leidt de gaswinning tot bodemdaling en sinds 1991 ook tot geïnduceerde aardbevingen. Aanvankelijk werd door onder meer de NAM ontkend dat de aardbevingen het gevolg waren van de gaswinning. De Onderzoeksraad voor Veiligheid concludeerde dat er tot 2012 te weinig aandacht was voor de risico's van gaswinning door het ministerie van Economische Zaken en de NAM. Hier kwam verandering in door de Aardbeving Huizinge 2012, met een 3,6 op de schaal van Richter. Dit vergrootte de aandacht voor de gevolgen en leidde in 2016 ook tot de beperking van de gaswinning. In de jaren daarna werd dit steeds verder beperkt met als doel het beëindigen van de gaswinning in het Groningenveld.
De NAM is ook verantwoordelijk voor het betalen van de schade door aardbevingen en bodemdaling. In 2018 was er in verband met de (potentiële) schadeclaims enige ophef in de media en de politiek over het intrekken van de 403-verklaring door grootaandeelhouder Shell.
Door de lage gasprijzen gingen er zo'n 600 banen verloren bij de NAM. Van de 1300 vaste werknemers vertrekken er tussen de 200-300 door middel van een vrijwillige vertrekregeling en verder verliezen 300 ingehuurde krachten hun werkplek. De banen verdwijnen over een periode van zes maanden gerekend vanaf oktober 2020.
In oktober 2021 werd een herstructurering van het bedrijf bekendgemaakt. De kleine gas- en olievelden op land en op zee worden ondergebracht in vier nieuwe bedrijven. Vervolgens wordt voor alle vier een nieuwe eigenaar gezocht. NAM blijft eigenaar van het Groningenveld en de ondergrondse opslagen in Norg en Grijpskerk.
Op 1 oktober 2023 werd de gaskraan in Groningen dichtgedraaid. Geheel definitief is het nog niet, bij strenge kou kan de kraan in de winter van 2023/2024 nog worden opengedraaid. Op 1 oktober 2024 zal de gaskraan, zoals het nu lijkt, definitief dichtgedraaid worden.
In juli 2024 maakte NAM de verkoop van NAM Offshore aan Tenaz Energy bekend. Hiermee gaat de exploratie en gasproductie activiteiten van het bedrijf op de Noordzee over naar een nieuwe Canadese eigenaar. Verkocht worden de gasvelden, platforms en pijpleidingen op zee, inclusief de gasbehandelingsinstallatie in Den Helder. In Den Helder staat de grootste gasbehandelingsinstallatie van Europa met een capaciteit van 19,5 miljard m³ per jaar. Hier wordt al het gas behandeld dat van het Nederlandse continentaal plat binnenkomt en doorgeleverd aan GasTerra. Alleen de gaswinning bij en op Ameland blijft bij NAM achter. In 2023 produceerde deze offshore gasvelden gezamenlijk 1,1 miljard m³ gas. De definitieve overdracht wordt binnen een jaar verwacht.
11 Juli 2025 kwam naar buiten dan het bedrijf aan haar rwee aandeelhouders in totaal 3 miljard euro dividend uit ging keren.

## Productie en faciliteiten
Na de verkoop van de gasvelden op de Noordzee aan Tenaz heeft NAM nog diverse kleine gasvelden op land, onder de Waddenzee en Ameland. Deze velden produceerden in 2023 meer dan twee miljard m³ gas. Daarnaast produceert NAM nog op bescheiden schaal olie in Rotterdam en Schoonebeek.
Hiernaast is er in Grijpskerk en Norg/Langelo een ondergrondse gasopslag om als reserve te dienen in tijden van grote vraag.
Hieronder een overzicht van de NAM-productiedata.
| Omschrijving                            | 2007 | 2008 | 2009 | 2010 | 2011 | 2012 | 2013 | 2014 | 2015 | 2016 | 2017 | 2018 | 2019 | 2020 | 2021 | 2022 | 2023 |
| --------------------------------------- | ---- | ---- | ---- | ---- | ---- | ---- | ---- | ---- | ---- | ---- | ---- | ---- | ---- | ---- | ---- | ---- | ---- |
| Aardgasproductie totaal                 | 47,7 | 57,9 | 53,3 | 67,3 | 62,8 | 59,6 | 70,6 | 55,0 | 46,4 | 35,8 | 31,2 | 25,1 | 20,7 | 12,8 | 11,0 | 8,4  | 5,0  |
| * waarvan Groningenveld                 | 28,9 | 39,4 | 37,6 | 51,2 | 46,8 | 47,8 | 53,9 | 42,4 | 28,1 | 27,6 | 23,6 | 18,8 | 15,6 | 8,0  | 6,5  | 4,5  | 1,5  |
| * waarvan kleine gasvelden              | 18,8 | 18,5 | 15,7 | 16,1 | 16,0 | 12,0 | 16,7 | 12,6 | 18,3 | 8,2  | 7,6  | 6,3  | 5,1  | 4,8  | 4,5  | 3,9  | 3,5  |
| Olieproductie (×1000 m³)                | 359  | 330  | 323  | 281  | 431  | 435  | 598  | 677  | 346  | 178  | 418  | 509  | 413  | 413  | -    | 900  | 700  |
| Aardgascondensaat- productie (×1000 m³) | 515  | 415  | 351  | 350  | 309  | -    | -    | -    | -    | -    | -    | 127  | 127  | 80   | -    | 500  | 400  |

De halvering van de olieproductie in 2015 komt door een lek in een watertransportleiding. Over een lengte van 45 kilometer wordt een nieuwe kunststof transportleiding in de bestaande pijpleiding gebracht. De oliewinning in Schoonebeek is pas sinds medio september 2016 weer opgestart.